# Conrad Abelard Fontova i Planes
Conrad Abelard Fontova i Planes (Barcelona, 7 de juny de 1865 - Buenos Aires, 1923) fou un compositor i pianista català.
Fill de Lleó Fontova i Mareca, va estudiar piano i composició a Barcelona i Bèlgica. El 1888 va presentar la composició Àustria-Espanya i va guanyar la creu d’Isabel la Catòlica. El 1896 es va mudar a Buenos Aires on fundà i dirigí l’Instituto Musical León Fontova i Conservatorio Fontova. Algunes de les seves obres més destacades son: La garsa, Seré papallona, L’emigrant i A la reconquista.